# Comuna Kalna, Derajnea
Kalna (în ucraineană Кальна) este o comună în raionul Derajnea, regiunea Hmelnîțkîi, Ucraina, formată din satele Kalna (reședința), Osîkove și Sinovodî.

## Demografie
Componența lingvistică a comunei Kalna
     Ucraineană (97,57%)
     Rusă (1,43%)
     Alte limbi (1%)
Conform recensământului din 2001, majoritatea populației comunei Kalna era vorbitoare de ucraineană (97,57%), existând în minoritate și vorbitori de rusă (1,43%).